# Elizabeth (ort i Australien)
Elizabeth är en ort i Australien, belägen i norra delen av Adelaides storstadsområde. Den ligger i kommunen Salisbury[källa behövs] och delstaten South Australia, omkring 24 kilometer norr om delstatshuvudstaden Adelaide. Antalet invånare är 3 668.
Runt Elizabeth är det tätbefolkat, med 459 invånare per kvadratkilometer.. Närmaste större samhälle är Gawler, omkring 15 kilometer nordost om Elizabeth.
Trakten runt Elizabeth består till största delen av jordbruksmark. Genomsnittlig årsnederbörd är 593 millimeter. Den regnigaste månaden är juli, med i genomsnitt 95 mm nederbörd, och den torraste är december, med 13 mm nederbörd.